# Simón Hergueta y Martín
Simón de Hergueta y Martín (Abárzuza, Navarra, 28 de octubre de 1852-Madrid, 5 de noviembre de 1930) fue un médico internista y académico español que ejerció en Madrid su carrera profesional. Fue también médico de la Casa Real española y senador por la Real Academia Nacional de Medicina. Era descendiente de la Casa de Elgueta, quienes fueron Parientes Mayores en Guipúzcoa.

## Biografía
Nació en la localidad navarra de Abárzuza el 28 de octubre de 1852. Era el hijo mayor de Víctor de Hergueta y de Pedro (también médico) y Margarita Martín de Pedro.
Cursó estudios de segunda enseñanza en el Instituto General y Técnico de Logroño y la carrera de Medicina en el Colegio de San Carlos (Universidad Central de Madrid), obteniendo la Licenciatura en febrero de 1874 con la máxima calificación en todas las asignaturas. Un año después obtuvo el grado de Doctor con la tesis titulada De la Hidroterapia en general y su aplicación en las enfermedades palúdicas. Antes de terminar el Doctorado ingresó en el Cuerpo de Sanidad Militar por oposición, siendo el número 1 de su promoción, aunque no llegó a desarrollar la carrera militar. 
En 1876, ingresó en el Cuerpo Médico de la Beneficencia provincial, con destino en las salas de medicina interna del Hospital General. Trabajó también durante muchos años en el Hospital de San Juan de Dios. Con el tiempo llegó a Médico Director, cargo que ocupó hasta su fallecimiento.
Se dedicó inicialmente al estudio de las ginecopatías, campo en el que realizó estudios sobre síndromes poco conocidos como el uterismo torácico, destacando por su sagacidad clínica. Posteriormente se dedicó principalmente a la medicina interna. Fue uno de los más reputados internistas madrileños de finales y principio de siglo. Se ocupó de diversas patologías, sobre todo de las afecciones pulmonares, las enfermedades reumáticas y las lesiones del sistema nervioso. Fue también muy activo en la difusión de la termometría clínica y el estudio semiológico de los pacientes.
Colaboró también activamente con la Escuela Libre de Medicina, que había fundado su tío Ezequiel Martín de Pedro en 1868, impartiendo cursos de Clínica Médica en el Hospital General.
El Dr. Hergueta publicó numerosos trabajos sobre el uterismo torácico, la pulmonía, los diversos tipos de reumatismo y los mejores tratamientos durante la epidemia de gripe, destacando su monografía Consideraciones generales acerca de las enfermedades del hígado y la obra Semblanzas y recuerdos de los médicos más prestigiosos del cuerpo facultativo de la Beneficencia Provincial de Madrid, de carácter histórico, que recoge biografías de los médicos que trabajaron en ese hospital.
El 24 de diciembre de 1893 fue designado Académico electo de la Real Academia Nacional de Medicina, ocupando el sillón nº 31 y la vacante que dejó por fallecimiento el Dr. D. José María Rodríguez Benavides. La sesión pública de su nombramiento e ingreso se celebró el 2 de junio de 1895 en la que pronunció un discurso titulado Circunstancias que favorecen el desarrollo de las enfermedades del pecho en Madrid. Quedó adscrito a la Sección de Medicina. Su permanencia en la Academia fue prolongada (35 años), fructífera y activa, llegando a ocupar la presidencia de la Sección y finalmente alcanzando el puesto de Vicepresidente de la Academia.
En 1916 fue elegido Senador del Reino por voto unánime de sus compañeros, cargo que ejerció durante 1916 y 1917. En el ejercicio de su cargo mostró su interés en la mejora sanitaria en España.
Recibió diversos honores y distinciones, entre ellos la Gran Cruz de Isabel la Católica. 
Fue también médico de la Casa Real y estuvo a punto de ser reconocido por el rey Alfonso XIII con el título nobiliario de Conde de Abárzuza, pero con la proclamación de la II República se perdió el expediente que se tramitaba para su concesión.
Hergueta era un humanista entregado a sus enfermos y preocupado por la actitud de los médicos hacia los mismos. Esta preocupación sobre el médico de su tiempo le llevó a reflexionar sobre cómo debería ser y cambiar la profesión para adaptarse a una nueva sociedad. Su libro El médico en Sociedad tuvo honda repercusión por la visión humanística de la medicina que preconizaba.
El Dr. D. Simón Hergueta falleció en Madrid el 5 de noviembre de 1930.

## Familia
Hijo de Víctor de Hergueta y de Pedro, y de Margarita Martín de Pedro, era descendiente de la Casa de Elgueta, quienes fueron Parientes Mayores en Guipúzcoa.
Sus padres eran primos hermanos, él médico y ella hija de médico, descendiente directa de Juan Martín Díez «El Empecinado».
Era el mayor de 11 hermanos, entre ellos el historiador Domingo Hergueta y Martín, apodado Rosafín, y miembro de la Real Academia de la Historia.
Simón de Hergueta contrajo nupcias con Concepción Vidal y Tuasón, de origen filipino, con la que tuvo 8 hijos: Gonzalo, Rafael, Fernando, Enrique, Gabriel, Concepción, Mercedes y María Hergueta Vidal.
Uno de ellos, Fernando Hergueta Vidal (1885-1962), fue Vicepresidente y secretario del Colegio de Farmacéuticos de Madrid, Secretario general de la Junta Central del Cuerpo de Subdelegados de Sanidad, etc. En 1954, recibió la Gran Cruz de la Orden Civil de Sanidad.
Otro de ellos, Enrique Hergueta Vidal, se casó con María Luisa Garamendi Aristizábal y tuvo 3 hijos: María Luisa, María del Consuelo y Francisco Javier Hergueta de Garamendi. Este último es el padre del diplomático y Embajador de España en varios países: Francisco Javier Hergueta Garnica (Santander, 1958).

## Obras y publicaciones
- Cáncer mediastínico (1873).
- Hidroterapia general y su aplicación a enfermedades palúdicas (1876).
- Ensayo sobre diatesis (1878).
- Consideraciones generales acerca de las enfermedades del hígado (1887), Madrid, Escuela Tipográfica del Hospicio.
- Bocetos clínicos (1889).
- Juicio clínico de la tuberculina de Koc en el tratamiento de la tuberculosis pulmonar (1890).
- Circunstancias que favorecen el desarrollo de las enfermedades de pecho (1895), Madrid.
- Patogenia y tratamiento de la neumonía (1902), en Anales de la Real Academia Nacional de Medicina (ARANM).
- Del uterismo torácico (1903), Madrid, Imprenta y Librería de Nicolás Moya.
- El médico en Sociedad (1910), Madrid, Imprenta de Enrique Teodoro.
- Reflexiones sobre el reumatismo articular (1918), en El Siglo Médico.
- Tratamiento de la gripe (1918) en El Siglo Médico.
- Tratamiento curativo de la gripe (1918), en ARANM.
- Semblanzas y recuerdos de los médicos más prestigiosos del cuerpo facultativo de la Beneficencia Provincial de Madrid (1918), Madrid, Imprenta Provincial.
- Observaciones sobre las cardiopatías consecutivas a la gripe (1919), en ARANM.
- Concepto clínico actual de la epidemia gripal (1920), en ARANM.